# Lokaal Belang Doetinchem
Lokaal Belang Doetinchem (LBD) is een lokale politieke partij in de Nederlandse gemeente  Doetinchem (provincie Gelderland).
De partij is voortgekomen uit de lokale D66-fractie. Twee D66-raadsleden zijn eind oktober 2017 uit deze partij gestapt en in november met een eigen partij verder gegaan. Bij de gemeenteraadsverkiezingen van 2018 deed men mee onder de naam Lokaal Belang Doetinchem. Deze naam leverde nog een conflict op met lokale partij GemeenteBelangen, die van mening was dat beide namen te veel op elkaar leken.

## Verkiezingen
Bij de gemeenteraadsverkiezingen in 2018 haalde de partij een raadszetel die door Henri-George Moïze de Chateleux wordt ingenomen. In 2022 werden dat twee zetels.